# Weichet nur, betrübte Schatten
Weichet nur, betrübte Schatten (BWV 202) ist eine weltliche Kantate von Johann Sebastian Bach. Das genaue Entstehungsdatum ist unbekannt. Ein Autograph Bachs ist nicht erhalten, das Werk ist nur aus einer Abschrift von Johannes Ringk um 1730 bekannt. Die Kantate wurde anlässlich einer Trauungszeremonie geschrieben, eventuell für Bachs eigene Trauung mit der Sopranistin Anna Magdalena am 3. Dezember 1721 in Köthen, vielleicht aber auch schon in seiner Weimarer Zeit um 1714.

## Aufbau und Instrumentierung
Die Kantate ist für eine Sopranstimme geschrieben, die von einer Oboe, zwei Violinen, Bratsche und Basso continuo begleitet wird.
Das Werk besteht aus neun Sätzen, mit einer regelmäßigen Abfolge von Arien und kurzen Rezitativen:
1. Arie: Weichet nur, betrübte Schatten
2. Rezitativ: Die Welt wird wieder neu
3. Arie: Phoebus eilt mit schnellen Pferden
4. Rezitativ: Drum sucht auch Amor sein Vergnügen
5. Arie: Wenn die Frühlingslüfte streichen
6. Rezitativ: Und dieses ist das Glücke
7. Arie: Sich üben im Lieben, in Scherzen sich herzen
8. Rezitativ: So sei das Band der keuschen Liebe
9. Gavotte: Sehet in Zufriedenheit

## Text und Musik
Der Verfasser des Librettos ist gleichfalls unbekannt. Möglicherweise war dies Salomon Franck, der in Bachs Weimarer Zeit zahlreiche Kantatentexte zusammengestellt hat. Thematisch behandelt die Textvorlage den Wechsel der Jahreszeiten, genauer gesagt das Zurückweichen des Winters vor dem Frühling.
Die einleitende Arie beginnt mit einem ausgedehnten Adagio. Nach gebrochenen Akkorden in den Streichern führt eine melodiöse Passage in der Oboe zur Singstimme, in der die „betrübten Schatten“ des Winters durch verminderte Harmonien zum Ausdruck kommen. Die Arie als Ganzes ist in Da-capo-Form gehalten, der mittlere Teil, mit Andante überschrieben, besingt „Florens Lust“, worauf das Adagio wiederholt wird.
Das Rezitativ „Die Welt wird wieder neu“ kündigt den ankommenden Frühling an, gefolgt von der virtuosen Arie „Phoebus eilt mit schnellen Pferden“. Der Gang der Pferde wird im Continuo nachgeahmt, das Stück weist Ähnlichkeiten mit dem Schlusssatz der Sonate für Violine und Cembalo G-Dur BWV 1019 auf. 
Auf das Rezitativ „Drum sucht auch Amor sein Vergnügen“ folgt die Arie „Wenn die Frühlingslüfte streichen“, die von der Violine begleitet wird und als einzige in der Kantate in einer Molltonart steht.
Das Rezitativ „Und dieses ist das Glücke“ führt zur Arie „Sich üben im Lieben, in Scherzen sich herzen“, im tänzerischen 3/8-Takt, von der Oboe begleitet.
Im Rezitativ „So sei das Band der keuschen Liebe“ wird kurz der moralische Zeigefinger erhoben: der angesprochene „jähe Fall“ erklingt als musikalische Figur im Cello, bevor das Werk mit einer französisch inspirierten Gavotte in volkstümlichem Ton ausklingt.